# Steropes hungaricus
Steropes hungaricus is een keversoort uit de familie snoerhalskevers (Anthicidae). De wetenschappelijke naam van de soort is voor het eerst geldig gepubliceerd in 1873 door Hampe.